# Martin Stamper
Martin Stamper, né le 21 août 1986 est un taekwondoïste britannique.

## Palmarès

### Championnats du monde
- Médaille de bronze des -68 kg du Championnat du monde 2011 à Gyeongju, (Corée du Sud)

### Championnats d'Europe
- Médaille de bronze des -68 kg du Championnat d'Europe 2012  à Manchester, (Royaume-Uni)
- Médaille d'argent des -62 kg du Championnat d'Europe 2008  à Rome, (Italie)